# Łukasz Prokorym
Łukasz Prokorym (ur. 23 lipca 1985 w Białymstoku) – polski prawnik, polityk i samorządowiec, radca prawny, w latach 2018–2024 przewodniczący Rady Miasta Białystok, od 2024 marszałek województwa podlaskiego.

## Życiorys
Ukończył studia prawnicze oraz doktoranckie na Uniwersytecie w Białymstoku. W 2014 uzyskał uprawnienia radcy prawnego, podejmując praktykę w tym zawodzie. W 2021 został również doradcą restrukturyzacyjnym.
Był działaczem młodzieżówki Platformy Obywatelskiej. W wyborach samorządowych w 2010 bezskutecznie kandydował do rady miejskiej Białegostoku z ostatniego miejsca okręgowej listy PO (otrzymał wówczas 1117 głosów). W maju 2012 został pełniącym funkcję odwołanej w wyniku referendum rady gminy Nowinka. W latach 2016–2018 był wiceprzewodniczącym rady osiedla Dojlidy Górne. Wstąpił do Platformy Obywatelskiej, został sekretarzem regionu podlaskiego PO. W wyborach w 2018 został wybrany na radnego Białegostoku z wynikiem 2626 głosów. W listopadzie tego samego roku wybrano go na przewodniczącego rady miasta, funkcję tę sprawował do końca kadencji.
W wyborach samorządowych w 2024 kandydował z listy Koalicji Obywatelskiej do Sejmiku Województwa Podlaskiego, uzyskał mandat radnego z wynikiem 8778 głosów. 7 maja tego samego roku wybrano go na marszałka województwa. W czerwcu tego samego roku został członkiem zarządu Związku Województw Rzeczypospolitej Polskiej.

## Życie prywatne
Żonaty, ma dwoje dzieci.